# NGC 2170
NGC 2170 là một tinh vân phản chiếu trong chòm sao Kỳ Lân. Nó được phát hiện vào ngày 16 tháng 10 năm 1784 bởi William Herschel.